# Pentilo (figlio di Oreste)
Nella mitologia greca, Pentilo  era il nome di uno dei figli di Oreste e di sua sorella Erigone, la figlia di Clitemestra e di Egisto.

## Leggenda
Egli fu uno dei conquistatori e colonizzatori dell'isola di Lesbo; viaggiò con il figlio Echela. 
Aveva anche un altro figlio chiamato Damasio.